# Сомов, Иван Алексеевич
Иван Алексеевич Сомов (1912—1982) — советский хозяйственный, государственный и политический деятель, Герой Социалистического Труда.

## Биография
Родился в 1912 году в селе Зверевка в крестьянской семье. В 1915 году семья переехала в Алтайский край.
Член КПСС.
В 1932 году приехал на строительство Кузнецкого металлургического комбината (КМК). В 1932—1966 гг. — плотник, машинист крана, машинист ножниц, манипуляторщик. С 1939 года, после окончания школы мастеров, вальцовщик обжимного цеха, старший вальцовщик обжимного цеха КМК.
За коренные усовершенствования управления производством и технологии на КМК имени И. В. Сталина, обеспечившие высокую производительность и экономичную работу был удостоен Сталинской премии 2-й степени 1950 года.
Указом Президиума Верховного Совета СССР от 19 июля 1958 года присвоено звание Героя Социалистического Труда с вручением ордена Ленина и золотой медали «Серп и Молот».
Делегат XIX съезда КПСС.
Умер в 1982 году.